# 541878 Jessicatallulah
541878 Jessicatallulah è un asteroide della fascia principale. Scoperto nel 2012, presenta un'orbita caratterizzata da un semiasse maggiore pari a 2,5941022 au e da un'eccentricità di 0,1699779, inclinata di 13,45541° rispetto all'eclittica.